# 殺されたミンジュ
『殺されたミンジュ』（ころされたみんじゅ、原題：일대일）は、2014年の韓国映画。キム・ギドク監督作品。『受取人不明』、『春夏秋冬そして春』に続いてキム・ギドク監督作品3作目となるキム・ヨンミンは事件の容疑者役など8役を演じている。

## ストーリー
5月9日、女子高生ミンジュは黒づくめの男たちから追われて逃げ回るが、捕まって殺されてしまう。1年後、謎の集団が事件の容疑者（キム・ヨンミン）を捕まえ拷問にかけた上、事件の詳細を自白させる。集団は様々な組織に擬態し、事件に関わった者を暴行し取り調べる中で事件の全容がゆっくりと浮かび上がっていく。

## キャスト
- 謎の集団のリーダー：マ・ドンソク
- 事件に関わった容疑者、レストランの客、DV男など：キム・ヨンミン
- 謎の集団のメンバー：イ・イギョン
- 謎の集団のメンバー：チョ・ドンイン
- 謎の集団のメンバー：テオ
- 謎の集団のメンバー：アン・ジヘ
- 謎の集団のメンバー：チョ・ジェリョン
- 謎の集団のメンバー：キム・ジュンギ

## 受賞
- 第71回ヴェネツィア国際映画祭： 「ヴェニス・デイズ」部門 オープニング上映 & 作品賞